# Libertad Lamarque
Libertad Lamarque est une actrice et chanteuse argentine née le 24 novembre 1908 à Rosario et morte le 12 décembre 2000 à Mexico.

## Biographie
Libertad Lamarque est née le 24 novembre 1908, à Rosario (province de Santa Fe), en Argentine. Son père Gaudencio Lamarque (1874-1947), de parents français, a épousé Josefa Bouza (1863-1932), une veuve d'origine espagnole déjà mère de six enfants. C’est un original anarchisant au tempérament artiste. Il écrit des pièces plutôt libertaires qu’il fait jouer dans les petites villes avoisinantes. Sa fille, au prénom prédestiné, est l’une de ses interprètes. À l’occasion elle chante avec succès les rengaines à la mode. En 1926, la famille décide de tenter sa chance et part pour la capitale. D’abord embauchée comme choriste au Teatro Nacional, Libertad se fait vite remarquer.
Libertad Lamarque grave son premier disque de tango en 1927. L’année suivante elle donne naissance à une petite fille (son unique enfant) et épouse le père, un modeste employé de théâtre. Elle s’en sépare presque aussitôt pour vivre avec le pianiste Alfredo Malerba qui deviendra son mari dix ans plus tard lorsque le divorce aura été légalisé. Pendant trois ans elle donne plus de mille représentations d’un vaudeville racontant la vie de différentes familles d’émigrés dans un immeuble modeste de la très cosmopolite Buenos Aires. Elle part ensuite en tournée en Argentine et au Paraguay avec trois guitaristes et un répertoire de tangos. Elle aborde le cinéma avec Adiós Argentina (en) (1929) de Mario Parpagnoli et tourne dans le premier film sonore argentin Tango (1933) de Luis José Moglia Barth avec Pepe Arias.
Devenue la Reine du Tango, elle fait en 1935 la une des journaux : en tournée au Chili, elle aurait tenté de se suicider en sautant par la fenêtre de son hôtel, la chute est amortie par une bâche ! Le mari considérant qu’elle n’est pas apte à s’occuper de leur fille l’emmène en Uruguay. Libertad accompagnée de son avocat, de Alfredo Malerba et du musicien Héctor María Artola, réussit à récupérer l’enfant, à Montevideo.
Entre 1935 et 1945 Libertad Lamarque est à l’affiche d’une vingtaine de films en Argentine dont El alma del bandoneón (es) (1935) et Madreselva (en) (1938). Lors du tournage de La cabalgata del circo (1945), de Mario Sóffici avec Hugo del Carril, on raconte qu’elle serait entrée en conflit avec l’actrice Eva Duarte, la future Madame Eva Perón et qu’elle aurait préféré partir pour le Mexique. Elle y recommence une carrière cinématographique tout aussi prestigieuse et tourne plus de quarante films, en général dans le registre dramatique dont Tampico (1947) de Luis Buñuel auprès de Jorge Negrete. Elle est dirigée par des metteurs en scène tels que Tulio Demicheli, Miguel Zacarías et Alfonso Corona Blake.
Libertad Lamarque reste une très grande chanteuse de tangos et enregistre dans sa carrière plus de quatre cents titres, dans son pays natal, au Mexique mais aussi à Cuba et en Espagne, accompagnée par les orchestres les plus célèbres, ou par celui de son mari Alfredo Malerba. Après l’exil de Juan Perón en 1955, elle retourne régulièrement en Argentine pour des tournées triomphales. En 1961 elle chante avec le jeune prodige espagnol Joselito (Jiménez) dans le film Mon ami Josélito dirigé par Antonio del Amo.
À partir des années 1970, Libertad Lamarque travaille fréquemment à la télévision. Elle enregistre ses derniers titres de tango à quatre-vingt-deux ans et joue encore dix ans plus tard dans un feuilleton mexicain Carita de ángel (en) le rôle de la mère supérieure d’un couvent. Elle décède le 12 décembre 2000, à Mexico, d’une insuffisance respiratoire.

## Filmographie
1929

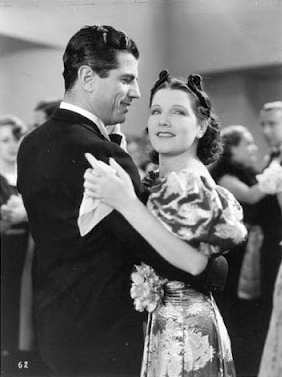
Libertad Lamarque avec Floren Delbene dans Ayúdame a vivir (1936).

- Adiós Argentina – de Mario Parpagnoli avec Silvio Romano

1933
- Tango – de Luis Moglia Barth avec Pepe Arias

1935
- Alma de bandoneón – de Mario Soffici avec Santiago Arrieta

1936
- Ayúdame a vivir – de José A. Ferreyra avec Floren Delbene

1937
- Besos brujos – de José A. Ferreyra avec Antonio Daglio

1938
- Madreselva – de Luis César Amadori avec Hugo del Carril
- La ley que olvidaron – de José A. Ferreyra avec Oscar Soldati

1939
- Puerta cerrada – de Luis Saslavsky avec Pablo Cumo
- Caminito de Gloria – de Luis César Amadori avec Roberto Airaldi

1940
- La casa del recuerdo – de Luis Saslavsky avec Alberto Vila
- Cita en la frontera – de Mario Soffici avec Orestes Caviglia

1941
- Yo conocí a esa mujer – de Carlos F. Borcosque avec Osvaldo Miranda
- Una vez en la vida – de Carlos F. Borcosque avec Luis Aldás
- En el viejo Buenos Aires – de Antonio Momplet avec Rafael Frontaura

1942
- Eclipse de soleil (eclipse de sol) de Luis Saslavsky avec Georges Rigaud

1944
- El fin de la noche – de Alberto de Zavalia avec César Fiaschi

1945
- La cabalgata del circo – de Mario Soffici avec Eva Perón

1946
- Soledad – de Miguel Zacarías avec René Cardona

1947
- Romance musical – de Ernesto Arancibia avec Juan José Miguez
- Tampico (Gran Casino / en el viejo Tampico) de Luis Buñuel avec Jorge Negrete

1948
- La dama del velo – de Alfredo B. Crevenna avec José Baviera

1949
- Otra primavera – de Alfredo B. Crevenna avec Ernesto Alonso

1950
- Huellas del pasado – de Alfredo B. Crevenna avec Robert Meyer
- La marquesa del barrio – de Miguel Zacarías avec Guillermo Samperio

1951
- La mujer sin lágrimas – de Alfredo B. Crevenna avec Eduardo Alcaraz
- Te sigo esperando – de Tito Davison avec Arturo de Córdova
- Mi campeón – de Chano Urueta avec Augustín Lara
- La loca – de Miguel Zacarías avec José María Linares-Rivas

1952
- Rostros olvidados – de Julio Bracho avec Julián Soler
- Nunca es tarde para amar – de Tito Davison avec Sergio Corona
- Acuérdate de vivir – de Roberto Gavaldón avec Tito Junco

1953
- Reportaje – de Emilio Fernández avec Maria Félix - Seulement apparition
- Anxiété (ansiedad) de Miguel Zacarías avec Pedro Infante
- Si volvieras a mi – de Alfredo B. Crevenna avec Silvia Pinal
- La infame – de Miguel Zacarías avec Ramón Gay

1954
- Cuando me vaya – de Tito Davison avec Felipe Montoya
- La mujer X – de Julián Soler avec Andrés Soler

1955
- Historia de un amor – de Roberto Gavaldón avec Mario Sevilla
- École de musique (escuela de música) de Miguel Zacarías avec Pedro Infante
- Bodas de oro – de Tito Davison avec Luis Aragón

1956
- Música de siempre – de Tito Davison avec Edith Piaf

1957
- Bambalinas – de Tulio Demicheli avec Carlos Montalbán
- La mujer que no tuvo infancia – de Tito Davison avec Pedro Armendariz

1958
- Cuatro copas – de Tulio Demicheli avec Miguel Manzano
- Sabrás que te quiero – de Tito Davison avec Pancho Córdova
- Mis padres se divorcian – de Julián Soler avec Pedro de Aguillón

1959
- La cigüeña dijo sí – de Rafael Baledón avec José Pardavé

1960
- Moi, pécheur (yo pecador) de Alfonso Carona Blake avec José Mojica
- Amor en la sombra – de Tito Davison avec Enrique Rambal
- Creo Creo en ti / Esposa o amante – de Alfonso Corona Blake avec Jorge Mistral
- El pecado de una madre – de Alfonso Corona Blake avec Dolores del Rio

1961
- Mon ami Josélito (bello recuerdo) de Antonio del Amo avec Joselito

1962
- El cielo y la tierra – de Alfonso Corona Blake avec Angélica María

1963
- Canción del alma – de Tito Davison avec Eduardo Fajardo

1964
- Los hijos que yo soñé – de Roberto Gavaldón avec Carlos Nieto
- Canta mi corazón – de Emilio Gómez Muriel avec Roberto Cañedo

1965
- Arrullo de Dios – de Alfonso Corona Blake avec Manuel Alvarado

1966
- La vida de Pedro Infante – de Miguel Zacarías avec Antonio Raxel

1968
- El hijo pródigo – de Servando González avec Carlos Cardán

1970
- Rosas blancas para mi hermana negra – de Abel Salazar avec Steve Flanagan

1971
- Hoy he soñado con Dios – de Julián Soler avec Jorge Rivero

1972
- La sonrisa de mamá – de Enrique Carreras avec Rodolfo Machado

1973
- La loca de los milagros – de José María Fernández Unzáin avec Jaime Moreno

1974
- Negro es un bello color – de Julián Soler avec Fernande Allende

1977
- México de mis amores – de Nancy Cárdenas avec Pedro Armendariz Jr.

1978
- La mamá de la novia – de Enrique Carreras avec Jorge Barreiro